# Cylicasta
Cylicasta is een kevergeslacht uit de familie van de boktorren (Cerambycidae). De wetenschappelijke naam van het geslacht werd voor het eerst geldig gepubliceerd in 1868 door Thomson.

## Soorten
Cylicasta omvat de volgende soorten:
- Cylicasta coarctata (Bates, 1865)
- Cylicasta difficilis (Lameere, 1893)
- Cylicasta liturata (Fabricius, 1801)
- Cylicasta mariahelenae Nearns & Tavakilian, 2012
- Cylicasta nysa Dillon & Dillon, 1946
- Cylicasta parallela (Melzer, 1934)
- Cylicasta terminata (Buquet, 1859)